# Leif Hermann
 Der er for få eller ingen kildehenvisninger i denne artikel, hvilket er et problem. Du kan hjælpe ved at angive troværdige kilder til de påstande, som fremføres i artiklen.

Leif Hermann (født 11. august 1941 i Maglegårds Sogn, Hellerup, død 13. marts 2022) var en dansk seminarielærer og medlem af Folketinget, valgt for Socialistisk Folkeparti (SF) i Skivekredsen (Viborg Amtskreds).
Hermann blev cand.jur. fra Københavns Universitet i 1967. Han har bl.a. arbejdet på juridisk kontor i Gladsaxe Kommune (1967-1973) og blev i 1974 lærer på Viborg-Seminariet, hvor han var, til han i 1998 blev afdelingsleder for seminariets afdeling i Thisted.
Fra 1975 til 1998 var han folketingskandidat i Skivekredsen, og fra 1984 til 1990 var han medlem af Folketinget for Socialistisk Folkeparti. Han var i perioden bl.a. partiets miljøordfører og retspolitiske ordfører. I 1998 blev han medlem af Skive Byråd, men udtrådte, da han i 2007 flyttede til København. Han var i 2009 opstillet til Københavns Borgerrepræsentation, men opnåede ikke valg. 
I 1992 blev han medlem af Naturklagenævnet, udpeget af SF. Han sad desuden i bestyrelsen for Krabbeholms Højskole. Leif Hermann var gennem flere år aktiv i Retspolitisk Forening og kritiserede SF for at have en populistisk retspolitik. 